# Mont Sainte-Cécile
Mont Sainte-Cécile är ett berg i Kanada.   Det ligger i provinsen Québec, i den sydöstra delen av landet, 400 km öster om huvudstaden Ottawa. Toppen på Mont Sainte-Cécile är 887 meter över havet.
Terrängen runt Mont Sainte-Cécile är platt söderut, men norrut är den kuperad. Mont Sainte-Cécile är den högsta punkten i trakten. Runt Mont Sainte-Cécile är det mycket glesbefolkat, med 7 invånare per kvadratkilometer.. Närmaste större samhälle är Lac-Mégantic, 13,6 km sydost om Mont Sainte-Cécile.
I omgivningarna runt Mont Sainte-Cécile växer i huvudsak blandskog.